# Miguel Galluzzi
Miguel Galluzzi (Buenos Aires, 1959) è un designer argentino specializzato nella progettazione di motocicli.

## Biografia

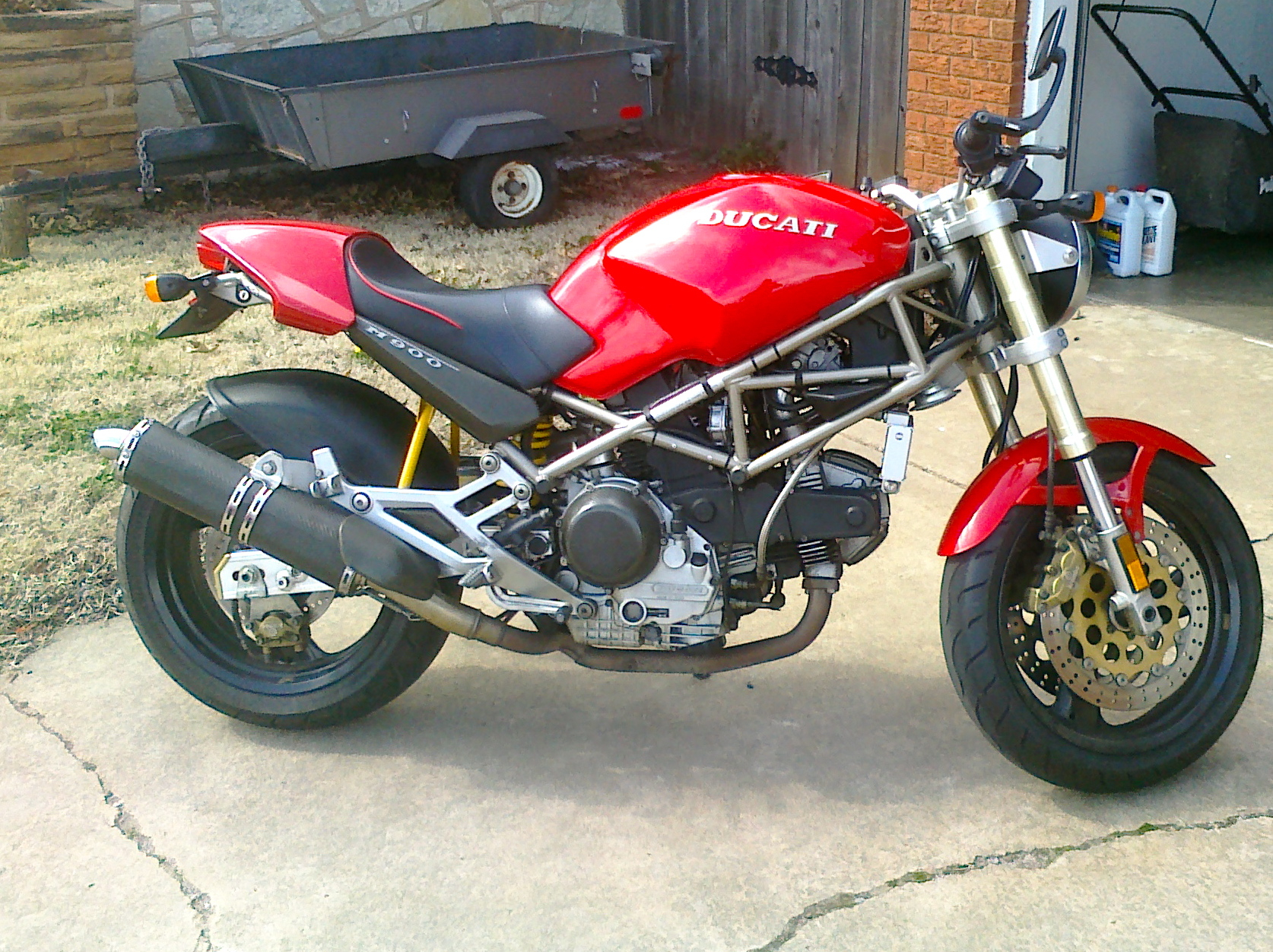
Il Ducati Monster del 1993, tra le più apprezzate creazioni di Galluzzi

Figlio di motociclisti da due generazioni, ha sempre coltivato la sua passione in modo viscerale. Si iscrisse alla facoltà di ingegneria di Miami ma non la portò a termine, passando invece alla scuola di design a Pasadena dove però erano preponderanti gli argomenti sulle quattro ruote.
Il suo primo impiego fu infatti nel settore delle automobili alla Opel, in Germania, dove realizzò gli interni della Corsa del 1991 e il restyling della Omega, fino a quando decise di dedicarsi alla sua vera passione, le moto.
Nel 1988 transitò brevemente alla Honda in uno studio di design a Milano; del 1989 è invece il passaggio alla Cagiva. Nel gruppo varesino ha contribuito alla rivoluzione nel mondo delle moto con la creazione del segmento naked con il Ducati Monster, che ancora oggi, non più del gruppo Cagiva, rimane un punto di riferimento e di difficile restyling.
Dopo che la Cagiva vendette il marchio Ducati, Galluzzi riprese la matita e dal suo genio scaturirono la Raptor, la V-Raptor e la Planet che, anche se poco fortunate nelle vendite, rimangono un punto di riferimento di stile con le loro linee spigolose e aggressive.
Da luglio 2006 è passato alla Aprilia, dove ricopre il ruolo di responsabile del design.